# هالییمایل (هاوایی)
هالییمایل (به انگلیسی: Haliimaile) یک منطقهٔ مسکونی در ایالات متحده آمریکا است که در شهرستان ماویی، هاوایی واقع شده‌است. هالییمایل ۹٫۰ کیلومتر مربع مساحت و ۹۶۴ نفر جمعیت دارد و ۳۰۵ متر بالاتر از سطح دریا واقع شده‌است.